# Chuột túi đỏ
Osphranter rufus là một loài động vật có vú trong họ Macropodidae, bộ Hai răng cửa. Loài này được Desmarest mô tả năm 1822.

## Hình ảnh

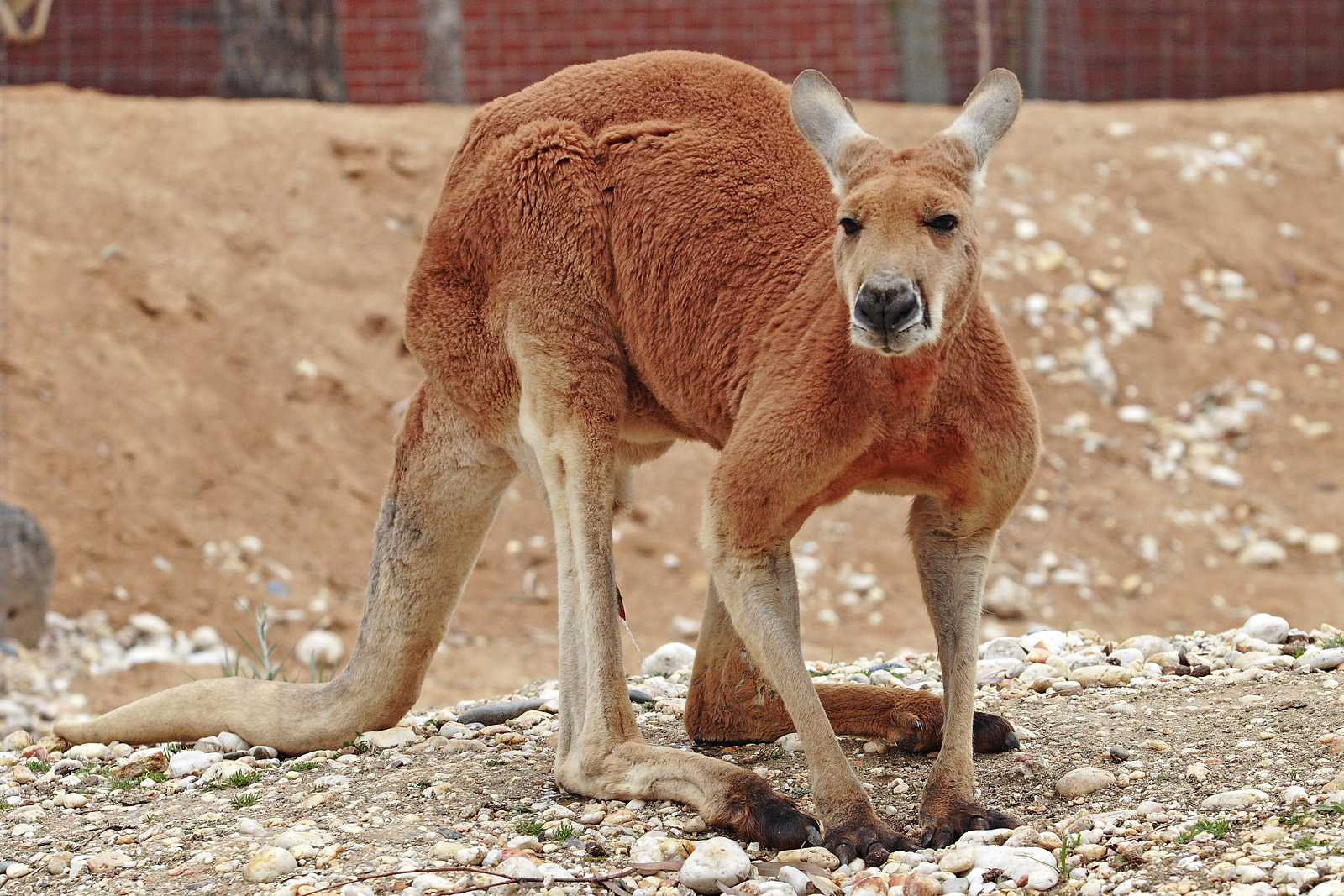
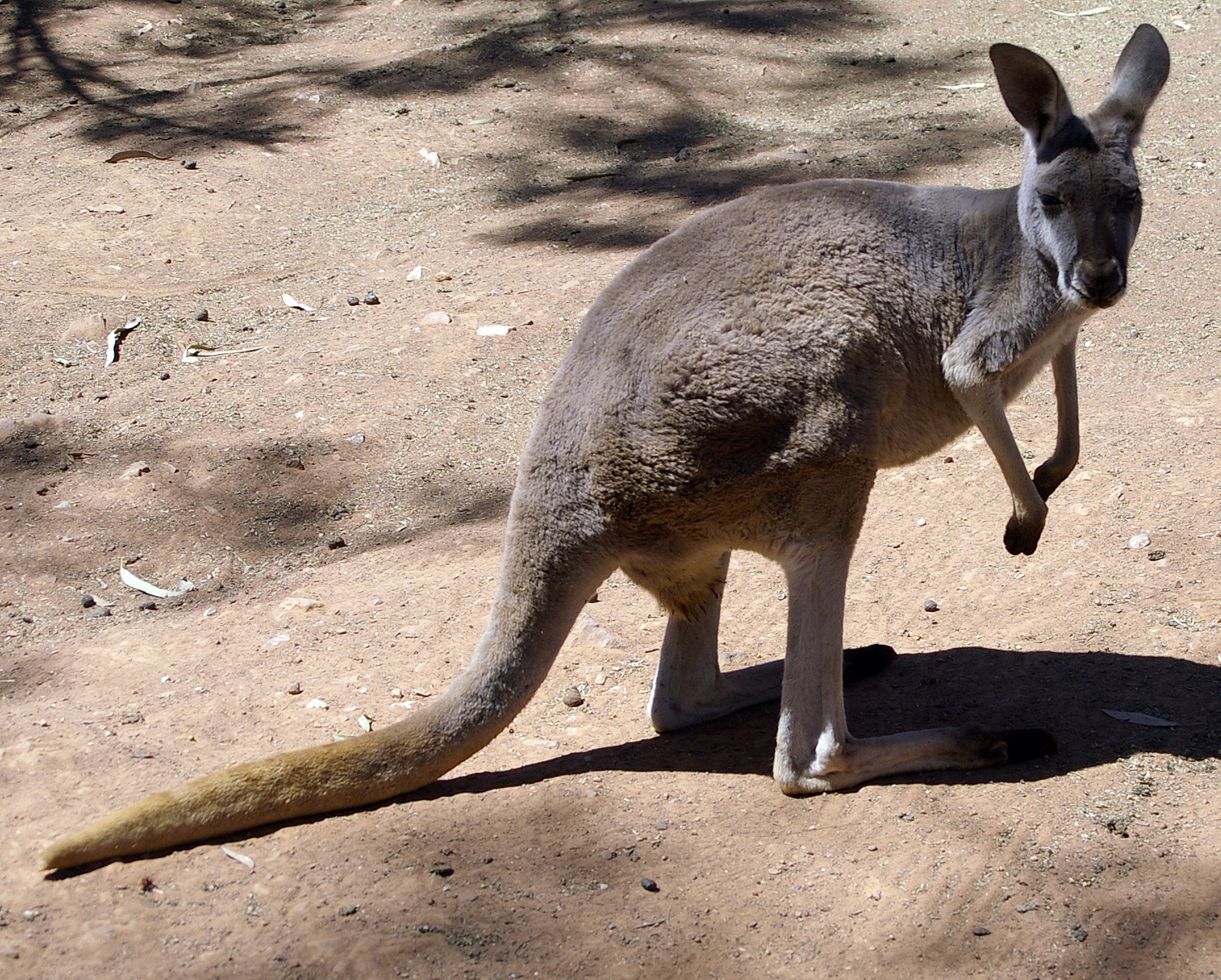
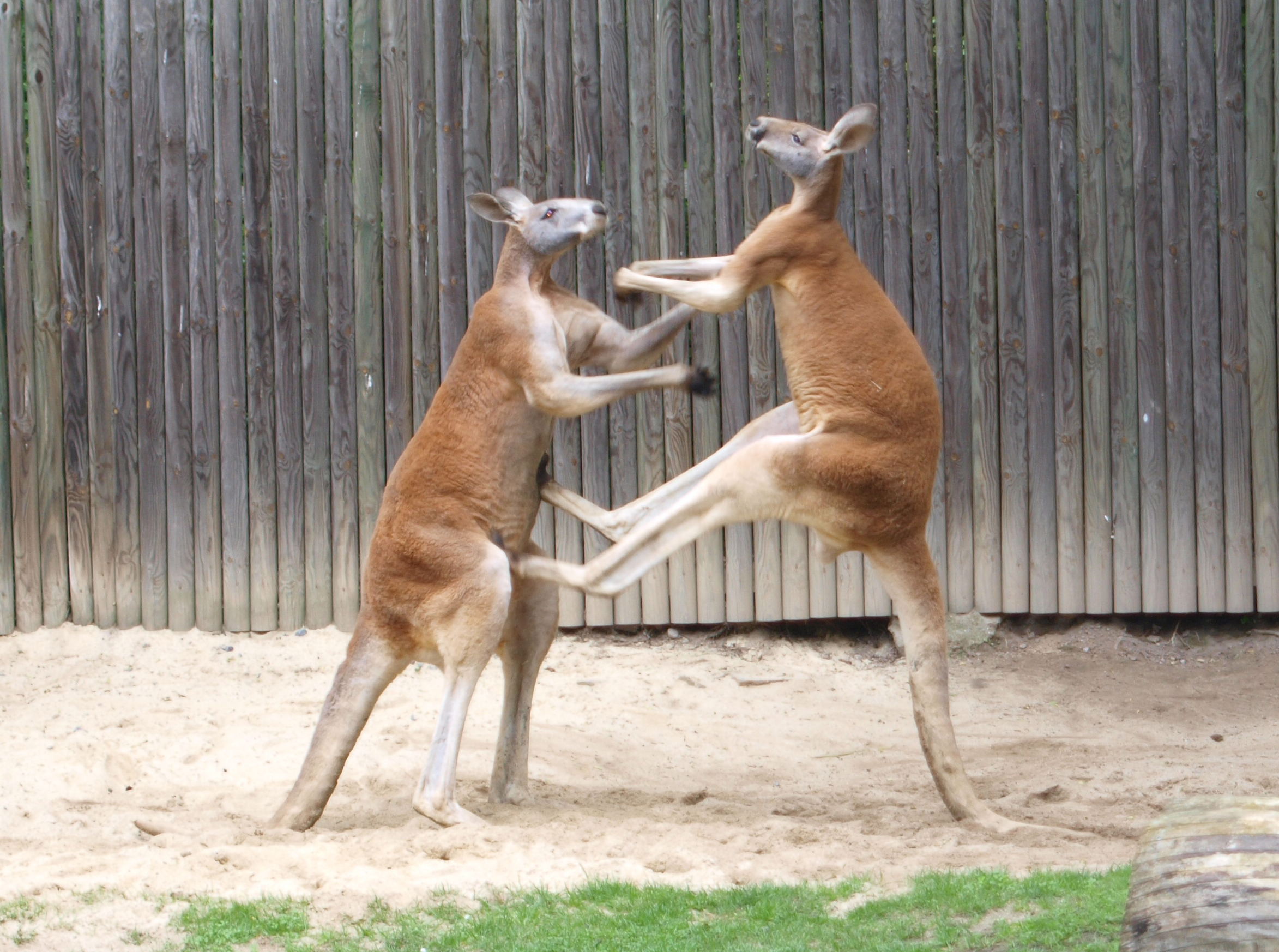